# Јунчевићи
Јунчевићи су насеље у Србији у општини Пријепоље у Златиборском округу. Према попису из 2022. било је 132 становника.

## Демографија
У насељу Јунчевићи живи 237 пунолетних становника, а просечна старост становништва износи 40,4 година (38,1 код мушкараца и 42,5 код жена). У насељу има 84 домаћинства, а просечан број чланова по домаћинству је 3,58.
Ово насеље је у потпуности насељено Србима (према попису из 2002. године), а у последња три пописа, примећен је пад у броју становника.
|  |

| Демографија | Демографија | Демографија |
| Година      | Становника  | Становника  |
| ----------- | ----------- | ----------- |
| 1948.       | 495         |             |
| 1953.       | 532         |             |
| 1961.       | 518         |             |
| 1971.       | 374         |             |
| 1981.       | 354         |             |
| 1991.       | 335         | 335         |
| 2002.       | 301         | 302         |

| Етнички састав према попису из 2002.‍ | Етнички састав према попису из 2002.‍ | Етнички састав према попису из 2002.‍ | Етнички састав према попису из 2002.‍ | Етнички састав према попису из 2002.‍ |
| ------------------------------------ | ------------------------------------ | ------------------------------------ | ------------------------------------ | ------------------------------------ |
|                                      |                                      |                                      |                                      |                                      |
| Срби                                 | Срби                                 |                                      | 301                                  | 100,0%                               |
| непознато                            | непознато                            |                                      | 0                                    | 0,0%                                 |

| Година пописа     | 1948. | 1953. | 1961. | 1971. | 1981. | 1991. | 2002. |
| ----------------- | ----- | ----- | ----- | ----- | ----- | ----- | ----- |
| Број домаћинстава | 78    | 78    | 83    | 85    | 89    | 87    | 84    |

| Број чланова      | 1  | 2  | 3 | 4  | 5  | 6 | 7 | 8 | 9 | 10 и више | Просек |
| ----------------- | -- | -- | - | -- | -- | - | - | - | - | --------- | ------ |
| Број домаћинстава | 12 | 23 | 8 | 16 | 13 | 3 | 4 | 3 | 1 | 1         | 3,58   |

| Пол    | Укупно | Неожењен/Неудата | Ожењен/Удата | Удовац/Удовица | Разведен/Разведена | Непознато |
| ------ | ------ | ---------------- | ------------ | -------------- | ------------------ | --------- |
| Мушки  | 121    | 43               | 76           | 2              | 0                  | 0         |
| Женски | 131    | 27               | 75           | 28             | 1                  | 0         |
| УКУПНО | 252    | 70               | 151          | 30             | 1                  | 0         |

| Пол    | Укупно                    | Пољопривреда, лов и шумарство | Рибарство                            | Вађење руде и камена | Прерађивачка индустрија       |
| ------ | ------------------------- | ----------------------------- | ------------------------------------ | -------------------- | ----------------------------- |
| Мушки  | 48                        | 8                             | 0                                    | 1                    | 23                            |
| Женски | 34                        | 8                             | 0                                    | 0                    | 18                            |
| УКУПНО | 82                        | 16                            | 0                                    | 1                    | 41                            |
| Пол    | Производња и снабдевање   | Грађевинарство                | Трговина                             | Хотели и ресторани   | Саобраћај, складиштење и везе |
| Мушки  | 1                         | 4                             | 2                                    | 2                    | 5                             |
| Женски | 0                         | 0                             | 1                                    | 3                    | 1                             |
| УКУПНО | 1                         | 4                             | 3                                    | 5                    | 6                             |
| Пол    | Финансијско посредовање   | Некретнине                    | Државна управа и одбрана             | Образовање           | Здравствени и социјални рад   |
| Мушки  | 0                         | 0                             | 1                                    | 0                    | 0                             |
| Женски | 0                         | 0                             | 0                                    | 1                    | 1                             |
| УКУПНО | 0                         | 0                             | 1                                    | 1                    | 1                             |
| Пол    | Остале услужне активности | Приватна домаћинства          | Екстериторијалне организације и тела | Непознато            | Непознато                     |
| Мушки  | 0                         | 0                             | 0                                    | 1                    | 1                             |
| Женски | 0                         | 0                             | 0                                    | 1                    | 1                             |
| УКУПНО | 0                         | 0                             | 0                                    | 2                    | 2                             |